# Creștinismul în Kosovo
Creștinismul în Kosovo are o tradiție îndelungată datând din perioada stăpânirii provinciei de către Imperiul Roman. Întreaga regiune balcanică a fost creștinată până în secolul al X-lea de Imperiul Roman, Imperiul Bizantin și Primul Țarat Bulgar. După Bătălia de la Kosovo Polje din 1389, provincia Kosovo a făcut parte până în 1912 din Imperiul Otoman și a trecut printr-un proces intensiv de islamizare. În perioada ulterioară celui de-al Doilea Război Mondial, provincia Kosovo a fost guvernată de autoritățile socialiste laice ale Republicii Socialiste Federative Iugoslavia (RSF Iugoslavia), iar populația kosovară a devenit tot mai secularizată. Astăzi, 90% din populația provinciei Kosovo provine din familii musulmane, dintre care majoritatea sunt de origine etnică albaneză, iar restul de origine slavă (care se identifică mai ales ca gorani sau bosniaci) și turcă.

## Biserica Romano-Catolică

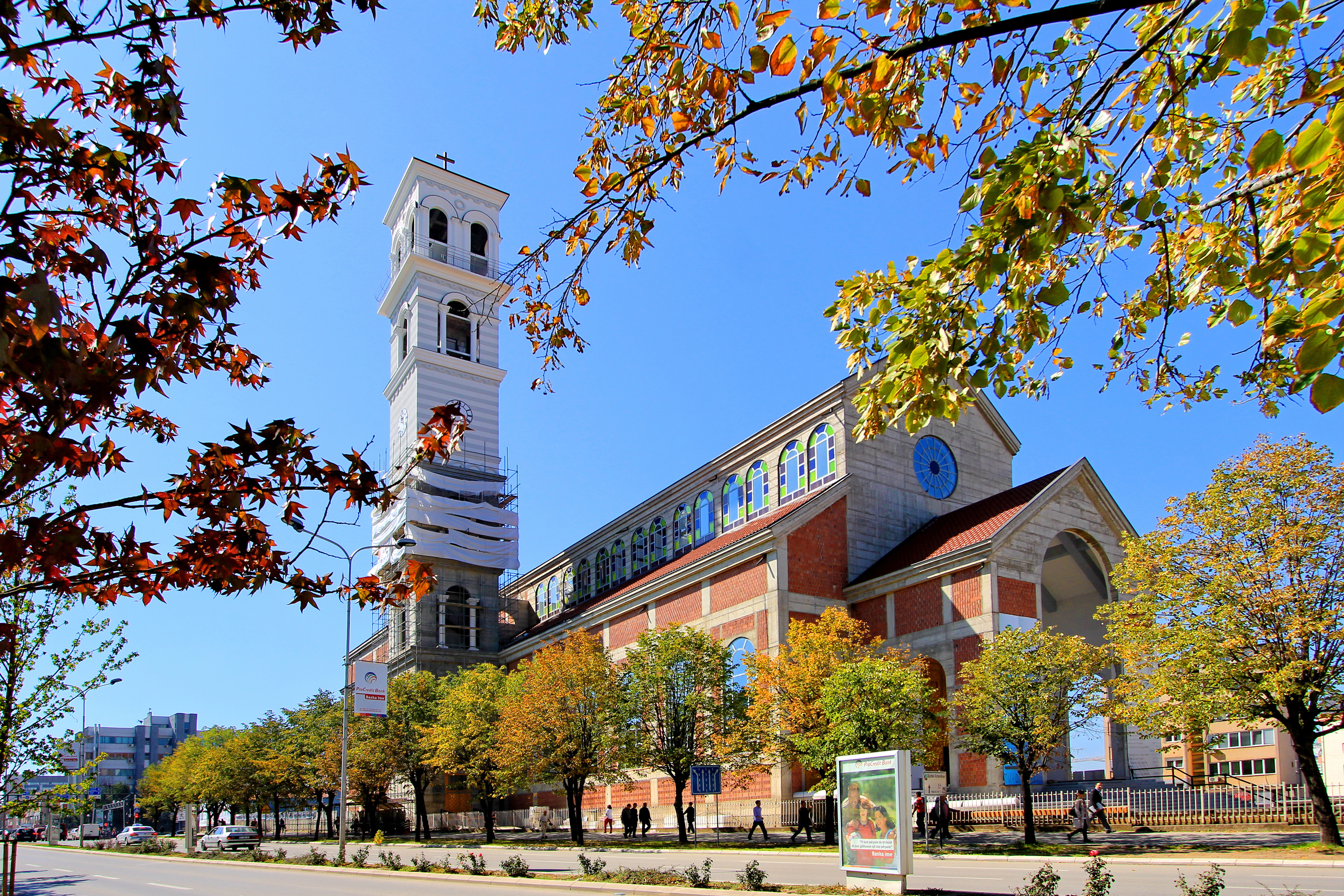
Catedrala „Sf. Maica Tereza” din Priștina

Aproximativ 3% dintre etnicii albanezi din Kosovo rămân membri ai Bisericii Romano-Catolice, în ciuda secolelor de dominație otomană. În perioada în care convertirea credincioșilor romano-catolici la islam a fost mai rapidă (din a doua jumătate a secolului al XVI-lea până la sfârșitul secolului al XVIII-lea), unii convertiți au continuat să practice ritul romano-catolic în spațiul privat, deși Biserica Catolică a interzis această practică începând din 1703, și până în 1845 un număr semnificativ de oameni care erau considerați musulmani s-au declarat romano-catolici pentru a evita conscripția. Se raportează încă și în prezent cazuri de familii care „se întorc” la credința romano-catolică și se estimează că există 65.000 de credincioși romano-catolici în Kosovo și alți 60.000 de credincioși romano-catolici născuți în Kosovo și stabiliți în afara provinciei.
Maica Tereza, ai cărei părinți erau probabil din Kosovo, a avut viziunea care a determinat-o să-și urmeze vocația religioasă în Biserica Madona Neagră din Letnica (Kosovo). În prezent, bulevardul central din Priștina îi poartă numele. O catedrală romano-catolică dedicată Maicii Tereza a fost construită la Priștina pe un teren donat de primărie și a fost sfințită în anul 2011. În timpul Războiului din Kosovo (1999) mai multe biserici romano-catolice albaneze din Kosovo au fost vandalizate. Astfel, militarii iugoslavi sârbi au produs pagube semnificative bisericii romano-catolice „Sf. Anton” din Gjakova. Ofițerii iugoslavi sârbi au alungat călugărițele și un preot de la biserica catolică „Sf. Anton” din Priștina și au instalat un radar antiaerian în clopotniță, ceea ce a determinat bombardarea bisericii și a clădirilor învecinate de către aeronavele NATO.

## Biserica Ortodoxă
Populația sârbă, estimată a fi cuprinsă între 50.000 și 100.000 de persoane, este în mare parte de religie ortodoxă. Kosovo are 26 de mănăstiri și multe biserici ortodoxe sârbe, iar trei mănăstiri sunt incluse în Patrimoniul Mondial UNESCO: Mănăstirea Patriarhală de la Peć (poartă în continuare numele de mănăstire patriarhală, deși patriarhul Bisericii Ortodoxe Sârbe nu mai locuiește aici de câteva secole), Mănăstirea Visoki Decani și Mănăstirea Gračanica. Zeci de biserici au fost distruse și altele au fost avariate după încheierea Războiului din Kosovo și înlocuirea administrației sârbe cu administrația temporară a ONU în 1999, iar alte 35 de biserici au fost incendiate și distruse cu ocazia Revoltelor violente din martie 2004.

## Protestantismul
Există, de asemenea, un număr mic de protestanți evanghelici, a căror tradiție se datorează activității misionarilor metodiști de la Bitola la sfârșitul secolului al XIX-lea. Ei sunt reprezentați de Biserica Evanghelică Protestantă din Kosovo (KPEC).